# Ane Trolle
Ane Trolle (1979) è una cantante danese.

## Biografia
Ane Trolle è salita alla ribalta nel 2007 con la sua partecipazione al singolo del DJ Trentemøller Moan, che ha ottenuto successo sia in madrepatria, raggiungendo la 3ª posizione della Track Top-40 danese, che all'estero, entrando nella classifica Ultratop belga alla 30ª posizione e in quella francese alla 110ª. Nello stesso anno ha cantato alla serie di concerti Udenfor Sæsonen, tenutasi a Bornholm.
Si è successivamente trasferita negli Stati Uniti per seguire progetti musicali secondari e per registrare il suo album di debutto, Honest Wall, che è stato pubblicato nel 2012 e che ha raggiunto la 29ª posizione nella classifica danese. Il disco è stato inoltre un successo fra i critici musicali: Pelle Sonne Lohmann di Gaffa, la principale rivista musicale danese, gli ha assegnato cinque stelle su sei.

## Discografia

### Album in studio
- 2012 – Honest Wall

### Singoli

#### Come artista ospite
- 2007 – Moan (Trentemøller feat. Ane Trolle)
- 2016 – Eyes Wide Open (Runpistol feat. Ane Trolle)